# Purcellville
Purcellville é uma cidade  localizada no estado norte-americano de Virginia, no Condado de Loudoun.

## Demografia
Segundo o censo norte-americano de 2000, a sua população era de 3584 habitantes.
Em 2006, foi estimada uma população de 4846, um aumento de 1262 (35.2%).

## Geografia
De acordo com o United States Census Bureau tem uma área de
6,1 km², dos quais 6,1 km² cobertos por terra e 0,0 km² cobertos por água. Purcellville localiza-se a aproximadamente 164 m acima do nível do mar.

## Localidades na vizinhança
O diagrama seguinte representa as localidades num raio de 20 km ao redor de Purcellville.